# シーランド・ギャロウェイ
| 同型船のシーランド・マーケット（Sea-Land Market） |                                                  |
| 船歴                                              |                                                  |
| 起工                                              |                                                  |
| 進水                                              | 1972年                                           |
| 竣工                                              | 1972年9月27日                                    |
| その後                                            |                                                  |
| 主要目                                            |                                                  |
| 総トン数                                          | 41,127 トン                                      |
| 載貨重量トン数                                    | 27,580 トン                                      |
| 全長                                              | 288.38 m                                         |
| 垂線間長                                          | 268.38 m                                         |
| 型幅                                              | 32.16 m                                          |
| 型深                                              | 19.51 m（前部） 20.88 m（後部）                  |
| 吃水                                              | 10.57 m                                          |
| 主機                                              | GE MST-19型蒸気タービン 2基                      |
| 出力                                              | 120,000馬力                                      |
| 航海速力                                          | 30.0ノット                                       |
| 最高速力                                          | 33.0ノット                                       |
| 乗員                                              |                                                  |
| コンテナ積載数                                    | 1,096個 （35フィート型896個、40フィート型200個） |

シーランド・ギャロウェイ（Sea-Land Galloway）は、シーランド社がかつて運航していたコンテナ船。

## 概要
シーランド社が世界最速のコンテナ船として建造したSL-7型の1番船として、1972年9月27日、西ドイツのA.G.ヴェーザー社で竣工、
アメリカ東海岸 - 欧州航路に就航した。その後、SL-7型は1973年12月までに全8隻が建造されたが、
本型の登場は世界の海運業界に衝撃を与え、ヨーロッパや日本の船社が航海速力26 - 27ノットの高速コンテナ船を
建造するきっかけとなった。
しかし就航後間も無く起きたオイルショックにより運航コストの高さが問題となり、1982年アメリカ海軍に売却。
改装され、車両貨物輸送艦「アンタレス（Antares）」（T-AKR-294）として再就役した。
なお、SL-7型は8隻全てが同様に1981 - 1982年アメリカ海軍に売却され、アルゴル級車両貨物輸送艦となっている。

## 同型船
2番船 「シーランド・マックリーン（Sea-Land McLean）」
1972年10月4日、ロッテルダム・ドライドックで竣工。後、車両貨物輸送艦「カペラ（Capella）」（T-AKR-293）。
3番船 「シーランド・コマース（Sea-Land Commerce）」
1973年3月30日、A.G.ヴェーザー社で竣工。1981年11月にアメリカ海軍が購入、ナショナル・スチール造船所にて改造工事を行い、車両貨物輸送艦「レギュラス（Regulus）」（T-AK-292）となった。
4番船 「シーランド・トレード（Sea-Land Trade）」
1973年4月6日、ラインスタール・ノルトゼーヴェルケで竣工。ナショナル・スチール造船所にて改造工事を行い、、車両貨物輸送艦「ベラトリックス（Bellatrix）」（T-AKR-288）となった。
5番船 「シーランド・イクスチェンジ（Sea-Land Exchange）」
1973年5月7日、ロッテルダム・ドライドックで竣工。1981年10月13日にアメリカ海軍が購入、1982年10月よりナショナル・スチール造船所にて改造工事を行い、車両貨物輸送艦「アルゴル（Algol）」（T-AKR-287）となった。
6番船 「シーランド・ファイナンス（Sea-Land Finance）」
1973年9月17日、ラインスタール・ノルトゼーヴェルケで竣工。後、車両貨物輸送艦「アルテア（Altair）」（T-AKR-291）。
7番船 「シーランド・マーケット（Sea-Land Market）」
1973年9月20日、A.G.ヴェーザー社で竣工。後、車両貨物輸送艦「ポラクス（Pollux）」（T-AKR-290）。
8番船 「シーランド・リソース（Sea-Land Resouce）」
1973年12月4日、ロッテルダム・ドライドックで竣工。後、車両貨物輸送艦「デネボラ（Denebola）」（T-AKR-289）。